# Schorba
Schorba ist ein Ortsteil der Gemeinde Bucha im Saale-Holzland-Kreis in Thüringen.

## Lage
Schorba liegt südwestlich von Bucha am südlichen Rand eines Hochplateaus der Saale-Ilm-Platte, das weiter nach Westen in die Ackerebene vor Weimar übergeht. Die Böden sind meist aus verwitterten Muschelkalk entstanden. Richtung Jena steht an den unwegsamen Gipfeln und Hängen zum Saaletal-Wald. Die Landesstraße 2309 verbindet den Ortsteil mit der Bundesautobahn 4 und der Kerngemeinde.

## Geschichte
Die urkundliche Ersterwähnung von Schorba erfolgte am 10. Mai 1343. Die älteste Überlieferung von Hofbesitzern stammt aus der Zeit von 1421 bis 1425. Schorba ist ein landwirtschaftlich geprägter Ort; rund 150 Einwohner leben im Dorf.
Südwestlich von Schorba liegt an der „Liskauer Höhe“ die Wüstung Liskau.

## Wirtschaft und Infrastruktur

### Verkehr
Nördlich des Ortes verläuft die Bundesautobahn 4 mit der Anschlussstelle 52 Bucha, die hier von der Anschlussstelle Magdala kommend zum im Herbst 2014 eröffneten Jagdbergtunnel führt.
Bis November 2014 verlief die Autobahn unmittelbar westlich und südlich des Ortes, wo sich die Anschlussstelle Schorba befand, und überquerte aus dem Tal der Magdel kommend den Schorbaer Berg als Scheitel der Ilm-Saale-Platte, um im Tal der Leutra weiter Richtung Jena zu verlaufen. Da die Steigung am Schorbaer Berg in Fahrtrichtung Jena nicht den modernen Anforderungen an die Trassierung einer Bundesautobahn entsprach und dem Verkehrsaufkommen nicht gewachsen war, wurde die Autobahn zwischen den Anschlussstellen Magdala und Jena-Göschwitz seit 2008 neu trassiert, auch um das unter Naturschutz stehende Leutratal zu entlasten.

### Gewerbe
Die Agrargenossenschaft Bucha führt den Geflügelhof Schorba am östlichen Ortsrand. Im Ort gibt es eine Autowerkstatt, eine Autoverwertung und einen Landgasthof. Westlich des Ortes liegt das Gewerbegebiet Am Amselberg mit einer Gesamtfläche von 15,9 Hektar.

## Kirche

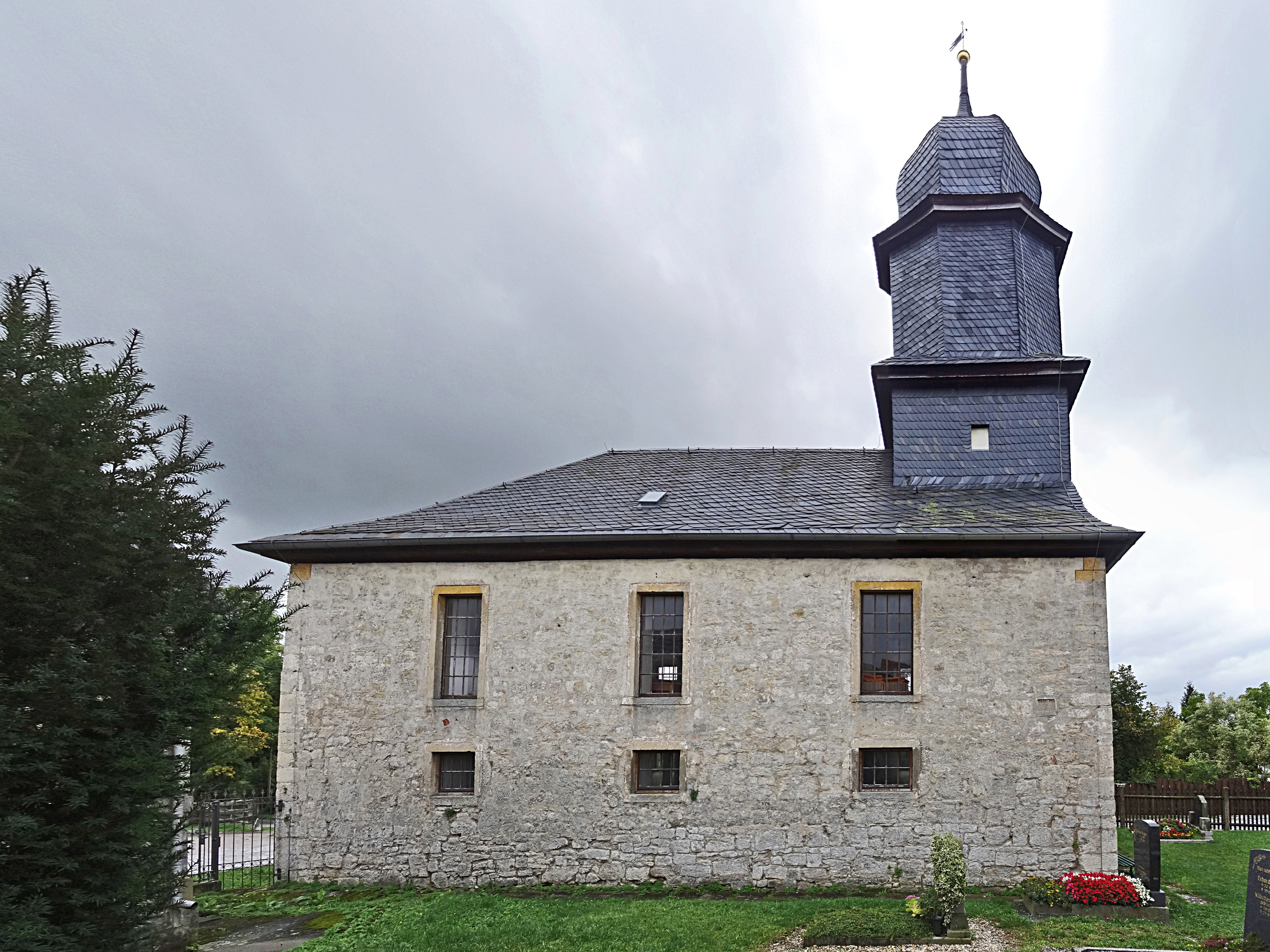
Dorfkirche in Schorba

Um 1749 wurde die Dorfkirche Schorba erbaut.